# توفر دواع
توفر الدواعي هو عند الشعراء أن يذكر شيئا يؤدي إلى تحصيل باقي الأسباب.

## أمثلة

### فارسية
بر کشتن من رسیده ای مست
ای کافر ترک تیغ دردست